# Marblehead (Illinois)
Marblehead è una comunità non incorporata degli Stati Uniti d'America, nella contea di Adams nello stato dell'Illinois, sita poco a sud di Quincy.
L'Illinois Route 57 è la principale strada che attraversa la città e prosegue a nord per il distretto d'affari di Quincy o a sud per l'Interstatale 72.